# Kortikosteron 18-monooksigenaza
Kortikosteron 18-monooksigenaza (EC 1.14.15.5, kortikosteronska 18-hidroksilaza, kortikosteron metilna oksidaza) je enzim sa sistematskim imenom kortikosteron,redukovani-adrenal-feredoksin:kiseonik oksidoreduktaza (18-hidroksilacija). Ovaj enzim katalizuje sledeću hemijsku reakciju
kortikosteron + redukovani adrenal feredoksin + O2 {\displaystyle \rightleftharpoons } 18-hidroksikortikosteron + oksidovani adrenal feredoksin + 2O

## Literatura
- Nicholas C. Price; Lewis Stevens (1999). Fundamentals of Enzymology: The Cell and Molecular Biology of Catalytic Proteins (Third изд.). USA: Oxford University Press. ISBN 019850229X.
- Eric J. Toone (2006). Advances in Enzymology and Related Areas of Molecular Biology, Protein Evolution (Volume 75 изд.). Wiley-Interscience. ISBN 0471205036.
- Branden C; Tooze J. Introduction to Protein Structure. New York, NY: Garland Publishing. ISBN 0-8153-2305-0.
- Irwin H. Segel. Enzyme Kinetics: Behavior and Analysis of Rapid Equilibrium and Steady-State Enzyme Systems (Book 44 изд.). Wiley Classics Library. ISBN 0471303097.

## Spoljašnje veze
- Corticosterone+18-monooxygenase на 